# Portobelo (huyện)
Huyện Portobelo là một huyện (distrito) thuộc tỉnh Colón ở Panama. Theo điều tra dân số năm 2000, huyện này có dân số 7964 người. Huyện Portobelo có diện tích 394 km². Huyện lỵ đóng tại Portobelo.